# Halcón M-1943
Halcón M-1943 là loại súng tiểu liên được phát triển bởi công ty sản xuất vũ khí Fábrica de Armas Halcón tại Argentina. Loại súng này được chế tạo để trang bị cho các lực lượng quân đội và cảnh sát của nước này, chúng còn được thấy sử dụng một cách hạn chế ở các nước xung quanh Nam Phi.

## Phát triển
Sau khi chiến sự nổ ra ở châu Âu trong chiến tranh thế giới thứ hai, người đứng đầu lực lượng quân đội Argentina đã quyết định thực hiện việc trang bị cho lực lượng của mình một loại vũ khí cá nhân tự động mới. Một công ty sản xuất vũ khí tại Argentina là Fábrica de Armas Halcón đã phát triển và giới thiệu mẫu súng tiểu liên của mình, nó đã được thông qua và đưa vào sản xuất cùng năm cho các đơn vị cảnh sát và quân đội. Về mặt cơ bản thì súng được thiết kế đơn giản, chi phí sản xuất thấp, có độ tin cậy, dễ sử dụng khi so với các loại vũ khí cùng cỡ và chúng được dùng khá nhiều trong khoảng 20 năm.

## Thiết kế
Halcón M-1943 sử dụng cơ chế nạp đạn blowback và bắn với khóa nòng mở. Nút điều chỉnh chế độ bắn nằm ở bên trái súng phía trên cò với hai chế độ bắn là từng viên và tự động. Nút kéo lên đạn cũng nằm ở bên trái súng và nó sẽ không di chuyển khi bắn.
Hệ thống nhắm cơ bản của súng là điểm ruồi. Nòng súng khá nặng có khắc nhiều rãnh tản nhiệt và gắn một bộ phận chống giật lớn ở đầu. Báng súng bằng gỗ được gắn cố định.

## Biến thể
- M-1946: Mẫu có nòng ngắn hơn và báng súng có thể rút vào để trang bị cho các đơn vị cần cơ động như lính dù hay lái xe.